# Álex Livinalli
Álex Livinalli (Caracas, 31 de enero de 1984) es un actor de cine y televisión venezolano, conocido por sus apariciones en series de televisión y películas como The Vampire Diaries (2013), Nashville (2012-2018), Graceland (2014), Queen of the South (2016) y American Horror Story (2019), The Walking Dead (2020), 100 días para enamorarnos (2020) y Black Panther: Wakanda Forever (2022).

## Carrera
Nació en Venezuela y a los 10 años de edad emigró a Miami, Florida con su familia. Posee ascendencia italiana y habla español e inglés con fluidez.
Comenzó su carrera en el año 2008 con una breve aparición en la película de bajo presupuesto The Next Hit, así como dos cortometrajes titulados Night Heat y Dotted Lines estrenados en 2008 y 2009 respectivamente. Apareció en la serie brasileña Mandrake de 2005, así como en The Vampire Diaries de 2013, Nashville 2012-2018, Graceland de 2014, Queen of the South de 2016 y American Horror Story de 2019, The Walking Dead (2020), 100 días para enamorarnos (2020).
Se unió a la cinta Black Panther: Wakanda Forever de 2022, interpretando a Attuma, aliado de Namor y Talokán.

## Filmografía
- The Next Hit (2008) como Rico.
- The Night Heat (2008) como Aníbal.
- Dotted Lines (2009) como Brian Linton.
- The Gun (2009) como Quickie Mart Attendant.
- Stairway to Heaven, Highway to Hell (2009) como Heat.
- Familia (2009) como Manuel.
- High School Gig (2010) como Peter.
- Mandrake (2010) como Beast Warrior.
- Beware (2010) como Francisco.
- Los expertos (2010) como Ronaldo.
- Yellow Rock (2011) como Spear of Fire.
- Valley of Mist (2011).
- Cowboys & Indians (2011) como Many Wounds.
- Miami 13 (2012) como Manny.
- Creepy Crawly (2012) como Bob.
- Revan (2012) como Ruben.
- The Vampire Diaries (2013) como Hombre.
- Burn Notice (2013) como Agente de DCA.
- The Seventh Spectrum (2013) como Nayati.
- Sleepy Hollow (2013) como Wiroh.
- Nashville (2013) como Asistente Luke.
- Chicago P.D. (2014) como Paco.
- Graceland (2014) como Diego.
- Banshee (2013-2016) como Nas.
- The Red Road (2013) como Gordy.
- Zoo (2015) como Gang Boy.
- Fall Into Me (2016) como Ty.
- Queen of the South (2016) como Lucian.
- Longmire (2016) como Joey Takoda.
- The Son (2017) como Escute.
- The Inspectors (2018) como Tony Belder.
- NCIS: New Orleans (2018) como Hicks.
- Icebox (2018) como Julio.
- Dead Silent (2018) como Benjamín Silva.
- MacGyver (2019) como Trevor
- Alita: Battle Angel (2019) como Blue Wingman.
- American Horror Story (2019) como Julián Ramirez.
- Reprisal (2019) como Pony.
- The Walking Dead (2020) como Shotgun Whisper.
- 100 días para enamorarnos (2020) como Paramédico Martín.
- General Hospital (2020) como Manuel.
- Ozark (2022) como Santos Delgado.
- Blind Trust como Villanova.
- Black Panther: Wakanda Forever (2022) como Attuma.